# Johnny Ray Rodríguez
Johnny Ray Rodríguez est un acteur américain né dans le Bronx (New York).

## Filmographie
- 2009 : Le secret d'une vie (Barbara Wood - Karibisches Geheimnis) (Téléfilm) : Michael Fallon
- 2009 : Princess Protection Program téléfilm de Allison Liddi :  Général Magnus Kane